# Magdalena Korzystka
Magdalena Korzystka (ur. 14 października 1993) – polska judoczka, brązowa medalistka Mistrzostw Świata w ju-jitsu z 2011 rozegranych w Gent.